# Fianna

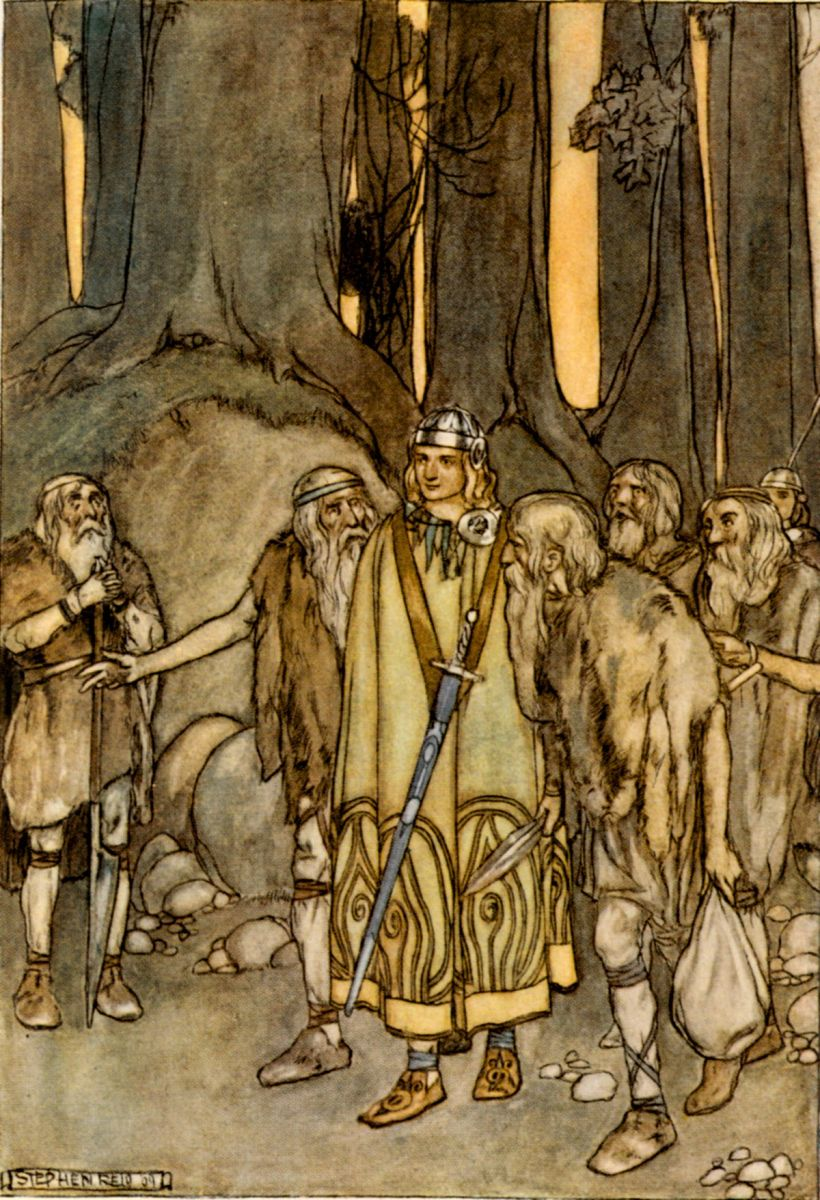
Fionn mac Cumhaill arriba per a ajudar les fianna, il·lustració de Stephen Reid

En els principis d'Irlanda, fianna (singular: fian) eren les petites i semiindependents bandes de guerrers que vivien apartats de la societat als boscos com mercenaris, bandits i caçadors, però que podien ser cridats pels reis en temps de guerra. Apareixen en la mitologia irlandesa, en les històries del Cicle fenià, en què eren dirigits per Fionn mac Cumhaill. En la història més recent, el nom Fianna Éireann ha estat usat per un nombre d'organitzacions irlandeses republicanes.

## Història
La institució històrica de les fianna és coneguda per referències en les primeres lleis territorials irlandeses. Una fianna estava formada per joves sense terra, normalment joves aristòcrates que no havien arribat encara a heretar terrenys. A un membre d'aquest grup se l'anomenava fénnid; el dirigent de la fianna era un rígfénnid (literalment rei fénnid). Geoffrey Keating, en la seva Història d'Irlanda del segle xvii, diu que durant l'hivern les fiannas eren allotjades i alimentades per la noblesa, i en aquest temps mantenien l'ordre en el seu nom, però durant l'estiu, des de Beltane fins a Samain, estaven obligades a caçar per menjar i obtenir pells per vendre. La Història de Keating és més una compilació de tradicions que un document històric confiable, però en aquest cas els erudits assenyalen referències a la primera poesia irlandesa i l'existència d'una estació tancada de caça de cérvols i senglars entre Samain i Beltane a l'Escòcia medieval com a corroboració.
Algunes representacions llegendàries de fianna semblen emmotllar-se a aquesta realitat històrica: per exemple, en el cicle de l'Ulster el druida Cathbad lidera una fianna de vint-i-set individus que lluita contra una altra fianna i mata als dotze padrastres de la princesa de l'Ulster, Ness. Ness, en resposta, dirigeix el seu propi grup de fianna de vint-i-set soldats, perseguint a Cathbad.
No obstant això, les històries del Cicle fenià, situades en el temps de Cormac mac Airt, descriuen la fianna com un sol exèrcit al servei del Gran rei (encara que comprèn dues faccions rivals: el clan Baíscne de Leinster, dirigit per Fionn mac Cumhaill, i el clan Morna de Connacht, dirigit per Goll mac Morna) i viuen apartats de la societat, sobrevivint amb la caça.

### Crit de guerra i lemes
El Diord Fionn era el crit de guerra de les fianna i l'usaven sovint abans i durant la batalla, tant per comunicar-se entre ells com per infondre la por en els enemics. En la llegenda La mort de Fionn, Fionn duu a terme el Diord Fionn en veure el seu net Oscar caure en la batalla (batalla de Gabhra) contra els exèrcits de Cairbre Lifechair (amant del Liffey), després de la qual cosa ataca feroçment i mata dotzenes de guerrers. La batalla de Gabhra va marcar la desaparició de les fianna.
Les fianna tenien tres lemes o divises: 
- Glaine ár gcroí (Puresa dels nostres cors)
- Neart ár ngéag (Fortalesa dels nostres membres)
- Beart de réir ár mbriathar (L'acció s'equipara al nostre discurs)

La iniciació consistia en una sèrie de proves rigoroses. En una d'aquestes el candidat havia de ficar-se fins a la cintura en un pou, armat amb un escut, mentre nou guerrers li llançaven llances; si sortia ferit, fallava. En una altra prova li trenaven el cabell i era perseguit pel bosc; fallava si era atrapat, si es trencava alguna branca sota els peus, o si se li alterava el pentinat. Havia de ser capaç de saltar per sobre d'una branca a l'altura del seu front, passar-ne per sota d'una a l'altura del genoll, i treure's una espina del peu, mantenint la velocitat. També havia de ser un poeta hàbil.

### Membres reconeguts
- Fionn mac Cumhaill, últim dirigent de fianna
- Cumhall, pare de Fionn, l'anterior dirigent
- Goll mac Morna
- Caílte mac Rónáin
- Conán mac Morna
- Diarmuid Ua Duibhne, guerrer de fianna que fuig amb la promesa de Finn, Grainne, i és finalment mort per un senglar gegant. Fill adoptiu del déu Angus
- Lughaid Stronghand, guerrer mag, nebot de Fionn mac Cumhaill, un dels quatre que podria haver deslligat els nusos amb què Diarmuid va lligar els reis nàutics, però es va negar a fer-ho. Amant d'Aife, filla de Manannan mac Lir
- Ossian, fill de Fionn mac Cumhaill: l'Ossian de James Macpherson
- Oscar, fill d'Ossian